# Dionizjusz z Halikarnasu
Dionizjusz z Halikarnasu (gr. Διονύσιος ὁ Ἁλικαρνασσεύς Dionysios ho Halikarnasseus; ok. 60 p.n.e., zm. po 7 p.n.e.) – grecki historyk i retor.
Napisał dzieło Starożytność rzymska (gr. Ῥωμαϊκὴ ἀρχαιολογία Rhomaike archaiologia) – 20 ksiąg obejmujących historię od czasów legendarnych do I wojny punickiej, czyli do 264 p.n.e. Autor wielu dzieł retorycznych. Około dwudziestu lat życia spędził w Rzymie za panowania Oktawiana Augusta.